# Ананда Махідол
Ананда Махідол (Рама VIII) (тай. อานันทมหิดล; 20 вересня 1925, Гайдельберг, Веймарська республіка — 9 червня 1946, Бангкок, Таїланд) — восьмий монарх Таїланду з династії Чакрі. Визнаний королем у дев'ятирічному віці Національною асамблеєю у 1935 році після зречення короля Рами VII. Ананда Махідол на той час перебував у Швейцарії. Повернувся у Таїланд у 1945 році.
Загинув за загадкових обставин 9 червня 1946 року. Його тіло з простреленою головою було знайдено у власній спальні.